# Coldrain
Coldrain (яп. コールドレイン Kōrudorein, стилизуется как  coldrain) — японская рок группа из Нагои, которая была образована в 2007 году. Группа сочетает мелодичное пение с гроулингом, типичным для постхардкорного жанра. Несмотря на то, что группа из Японии, все их песни написаны и исполняются на английском языке. Состав группы — вокалист Масато Хаякава, гитаристы Рё Ёкоти (Y.K.C.) и Кадзуя Сугияма (Суги), басист Рё Симидзу (RxYxO) и барабанщик Кацума Минатани.
У Масато Хаякавы (вокалист) отец японец и мать американка, поэтому он говорит и на японском, и на английском языках. Первые два альбома группы Final Destination и The Enemy Inside были выпущены исключительно в Японии. А в 2014 году группа вышла на мировую арену с переизданным альбомом The Revelation под лейблами Hopeless Records и Sony Music. Ранее этот альбом был выпущен в 2013 году под лейблом VAP.
Они наиболее известны своими песнями «Mayday», «Gone», «Coexist», «Paradise (Kill the Silence)», «Die Tomorrow», «No Escape», «The Revelation», «Envy» и «Feed the Fire».

## История

### 2007—2008: Формирование группы
Сoldrain была основана в Нагое вокалистом Масато, басистом Рё, барабанщиком Кацумой и гитаристами Ёкоти и Суги.
После распада групп Wheel of Life (RxYxO, Sugi и Y.K.C.) и AVER (Масато и Кацума), ребята объединились и создали новую группу под названием Coldrain 17 апреля 2007 года. Совпадающие музыкальные вкусы были одним из решающих факторов в формировании группы. Однажды когда AVER и Wheel of Life первый ваз выступали на одной площадки, AVER услышали как Wheel of Life сыграли песню группы Sevendust во время репетиции. Тогда взволнованный Кацума спросил RxYxO: «Только не говорите, что вы тоже фанаты Sevendust?» После этого, каждый раз когда они пересекались, они задумывались о том, чтобы создать новую группу вместе. RxYxO изначально был вокалистом, но в Coldrain стал играть на басу. Группа приобрела свои первых поклонников благодаря выступлениям в своём родном городе и дистрибьюции демо дисков после каждого концерта.
Примерно через год после формирования, группа подписала контракт с известным японским лейблом VAP. После чего, 5 ноября 2008 года группа выпустила свой дебютный макси-сингл «Fiction». Вскоре после этого они отправились в свой первый тур по стране и сыграли в 30 местах по всей Японии.

### 2009—2011: Final Destination и The Enemy Inside
После тура группа выпустила свой следующий макси-сингл «8AM». Ограниченное издание сингла включает DVD. В DVD было включено клип на песню «8AM» и три концертных видео на песни: «Fiction», «Painting», «Come Awake». «8AM» была также использована в качестве заключительной музыкальной темы для аниме-сериала Hajime no Ippo: New Challenger. В 2009 году coldrain впервые выступили на фестивале Summer Sonic. В октябре того же года coldrain выпустили дебютный альбом Final Destination и приступили к очередному турне по стране.
23 июня 2010 года coldrain выпустили свой первый EP Nothing Lasts Forever. Песня «We’re Not Alone» была использована в качестве открывающей темы в аниме Rainbow: Nisha Rokubou no Shichinin, а песня «Die Tomorrow» как саундтрек в видеоигре Pro Evolution Soccer 2011.
16 февраля 2011 года coldrain выпустили второй студийный альбом The Enemy Inside.

### 2012—2013: The Revelation
20 апреля 2012 года группа выпускает новую песню «No Escape», которая используется в официальном трейлере видео игры Resident Evil: Operation Raccoon City, а так же эта песня вошла в новый EP альбом Through Clarity, выпущенный 4 июля. Это был их первый альбом записанный в США. EP был спродюсирован Дэвидом Бендетом, известный свои сотрудничеством с таким артистами как Paramore, All Time Low и A Day to Remember.
1 августа 2012 года coldrain объявили, что в связи с врождённым хроническим заболеванием группу временно покидает барабанщик Кацума. После ухудшения состояния Кацумы на одном из последних выступлений coldrain 18 июля музыкантами группы было проведено совещание, где было решено, что барабанщик сделает перерыв в своей работе с группой. В отсутствие Кацумы с coldrain в качестве барабанщиков будут выступать ZAX (Pay money To my Pain), Тацу (Crossfaith) и YOUTH-K (BPM13GROOVE). В конце лета Coldrain приняли участие в Summer Sonic Festival 2012. 4 ноября в Hiroshima University of Economics, Coldrain и Maximum the Hormone дали живое выступление и в тот момент в группу вернулся Кацума.
30 ноября группа объявила, что они будут на студии с декабря по февраль, чтобы записать свой третий студийный альбом с Дэвидом Бендетом. 2 марта 2013 года они выступили на Megaport Music Festival в Гаосюн для 5 000 человек со многими другими артистами, такими как Grizzly Bear, Cyndi Wang, Boris, Head Phones President, SiM, LTK Commune, Guntzepaula и Chochukmo. Вскоре после этого 17 апреля Coldrain выпустили свой третий альбом The Revelation.

### 2014: Мировой дебют
В декабре 2013 года группа договорилась о сотрудничестве с британской компанией Raw Power Management, которая представляет такие группы как Bullet for My Valentine, Bring Me the Horizon, Of Mice & Men и Crossfaith. Это позволило Coldrain отправиться в тур по Европе с Bullet for My Valentine и Chiodos в период с февраля по март.
21 февраля они анонсировали релиз DVD The Score 2007—2013. 18 января группа записала живое выступление под названием «One Man Show Evolve» для их второго DVD Evolve, который был выпущен 30 апреля того же года. Альбом был так же доступен на Blu-ray дисках. В то же время поступили новости, что Coldrain будут выступать на Rock am Ring, Rock im Park и Download Festival 2014 в июне 2014.
9 апреля было объявлено, что группа подписала контракт с американским лейблом Hopeless Records на новое издание их третьего студийного альбома The Revelation, который в первые будет выпущен по всему миру (за исключением Азии, Новой Зеландии и Австралии). В тот же день Hopeless выпустила одноимённый сингл The Revelation.

В анонсе о международном выпуске The Revelation, вокалист Масато написал:
«Сложно передать словами как мы взволнованы и горды, что „The Revelation“ будет выпущен по всему миру. Эта мечта, которая была у нас с тех пор как мы начали играть музыку наконец-то сбывается. Я не могу дождаться, когда все услышат песни, выучат слова и споют их вместе с нами в живую. Мы благодарны многим поклонникам на нашей Родине, которые помогли нам стать той группой, которой мы являемся сегодня. Без них это было бы невозможно. Этот шаг будет самым большим в нашей карьере, и мы не можем быть более готовы.»
Международное издание альбома было выпущено 23 июня в Европе и 24 июня в Северной Америке. 18 июня так же был выпущен их третий EP Until the End в Японии. EP состоял из 6 новых треков, 5 из которых так же были представлены в мировом издании The Revelation, который был выпущен Hopeless Records в июне 2014 года в Европе и Северной Америке. Группа так же наметила анонс альбом в Австралии на 8 августа того же года с Sony Music Australia. Параллельно с этим вышли новости, что группа будет выступать на Soundwave Festival 2015.

### 2015—2016: Vena
27 июня 2015 группа выступила на Lunatic Fest (организованном Luna Sea) в Makuhari Messe, с такими группами как 9mm Parabellum Bullet, Dead End, Tokyo Yankees, Siam Shade, Fear, and Loathing in Las Vegas, Dir En Grey, X Japan и Luna Sea. 28 августа Coldrain выпустили песню «Words of the Youth», а позже 16 сентября песню «Gone» с четвёртого студийного альбома Vena, который был выпущен в октябре 2015. Альбом продвигался благодаря туру «MAY EUROPEAN TOUR» с Wage War в мае 2016.
Ранним утром 20 марта 2016 группа попала в авария во время их путешествия из Техаса в Оклахому на следующий концерт. К счастью никто не пострадал, но им пришлось отменить выступление в Талсе, поскольку они лишились своего транспорта и добираться было не на чем. Летом Coldrain отправились в тур по США в рамках Vans Warped Tour.
17 августа Coldrain выпустила их третий макси-сингл Vena II, с новыми песнями «Born to Bleed» и «Undertow» и новыми акустическими версиями песен «Gone» и «The Story». Лимитированное издание включало бонусный DVD с записью «VENA JAPAN TOUR 2016», который состоялся в Zepp Tokyo 15 января 2016.

### 2017—2018: Fateless
26 июля 2017 Coldrain анонсировали новый альбом под названием Fateless, релиз которого состоялся 11 октября 2017. Одна из песен «Feed the Fire» была использована в заставке к аниме сериалу King’s Game The Animation.
29 октября 2017 у группы начался тур FATELESS JAPAN TOUR 2017. Тур охватил примерно следующие два месяца и 15 концертных площадок по всей Японии, а завершилось всё концертом 6 февраля 2018 в Nippon Budokan. Их выступление в Nippon Budokan было записано режиссёром Inni Vision. Позже выступление распространялось на DVD и Blu-Ray с 26 сентября того же года.
25 мая 2018 было анонсировано, что Coldrain вместе с Volumes будут выступать на разогреве у Crown the Empire во время Европейского тура. Тур должен был охватить весь европейский континент. Он начинался в Брайтоне 18 сентября и заканчивался в Амстердаме 15 октября 2018.
29 сентября 2018 был анонсирован сиквел популярной видео игры Mobile Suit Gundam: Extreme Vs. с датой релиза 30 октября 2018. Вместе с этим группа анонсировала новую песню «Revolution», которая стала заглавной темой к игре, релиз состоялся 12 декабря. А релиз клипа на песню был 25 января 2019. Так же несколько дней спустя, 30 января Масато (вокалист) сообщил, что группа отправляется на студию, чтобы записать новый альбом, который будет выпущен позже в этом же году.

### 2019-2021: The Side Effects
31 марта 2019 года Coldrain объявили о новом туре One Man Tour, который станет последующим хедлайн-шоу для нового альбома под названием The Side Effects. Сентябрьский тур будет включать 11 концертов на 10 площадках по всей Японии.

## Состав

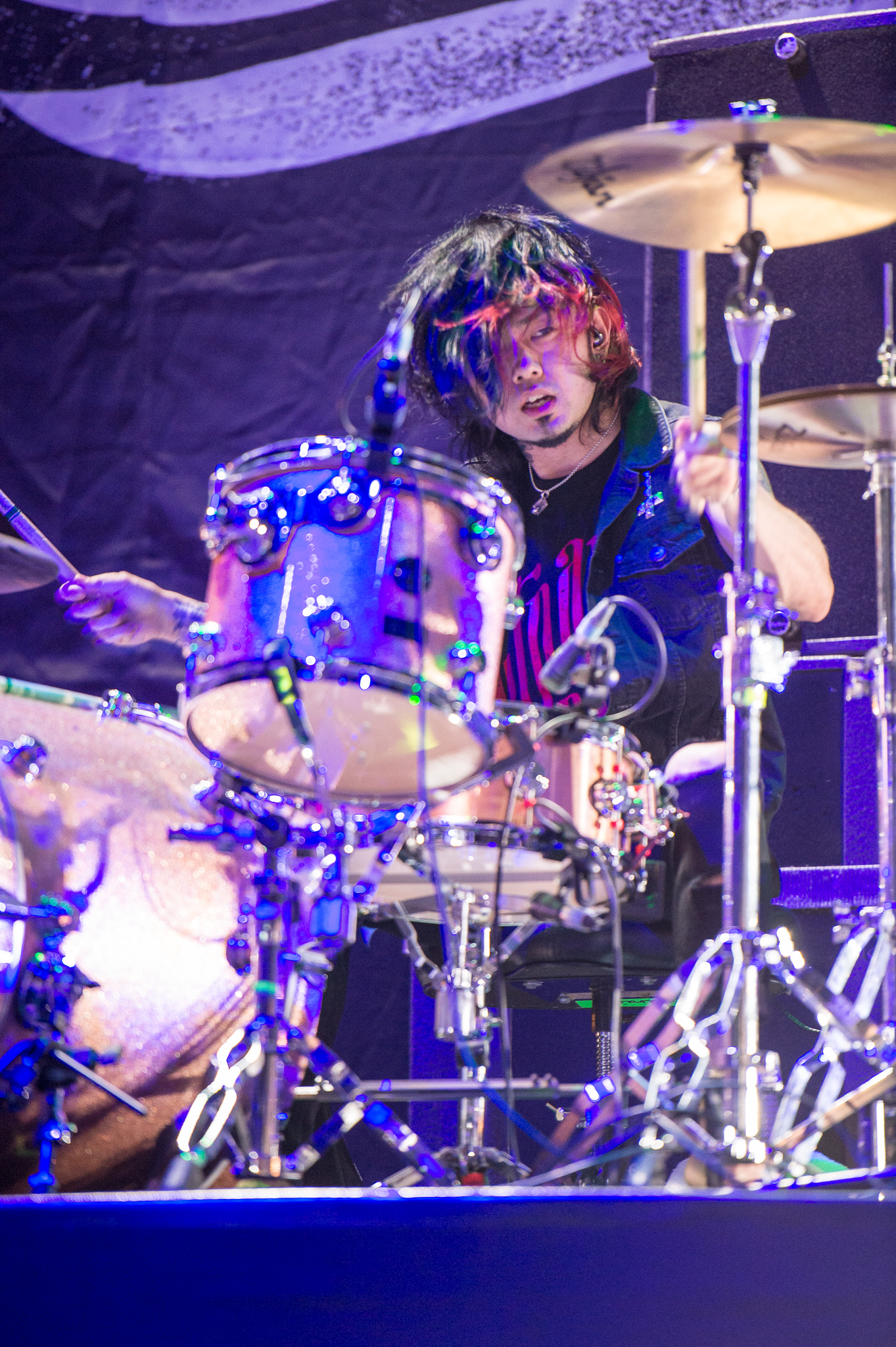
Катцума

- Масато Дэвид Хаякава (яп. マサト Масато) — главный вокалист

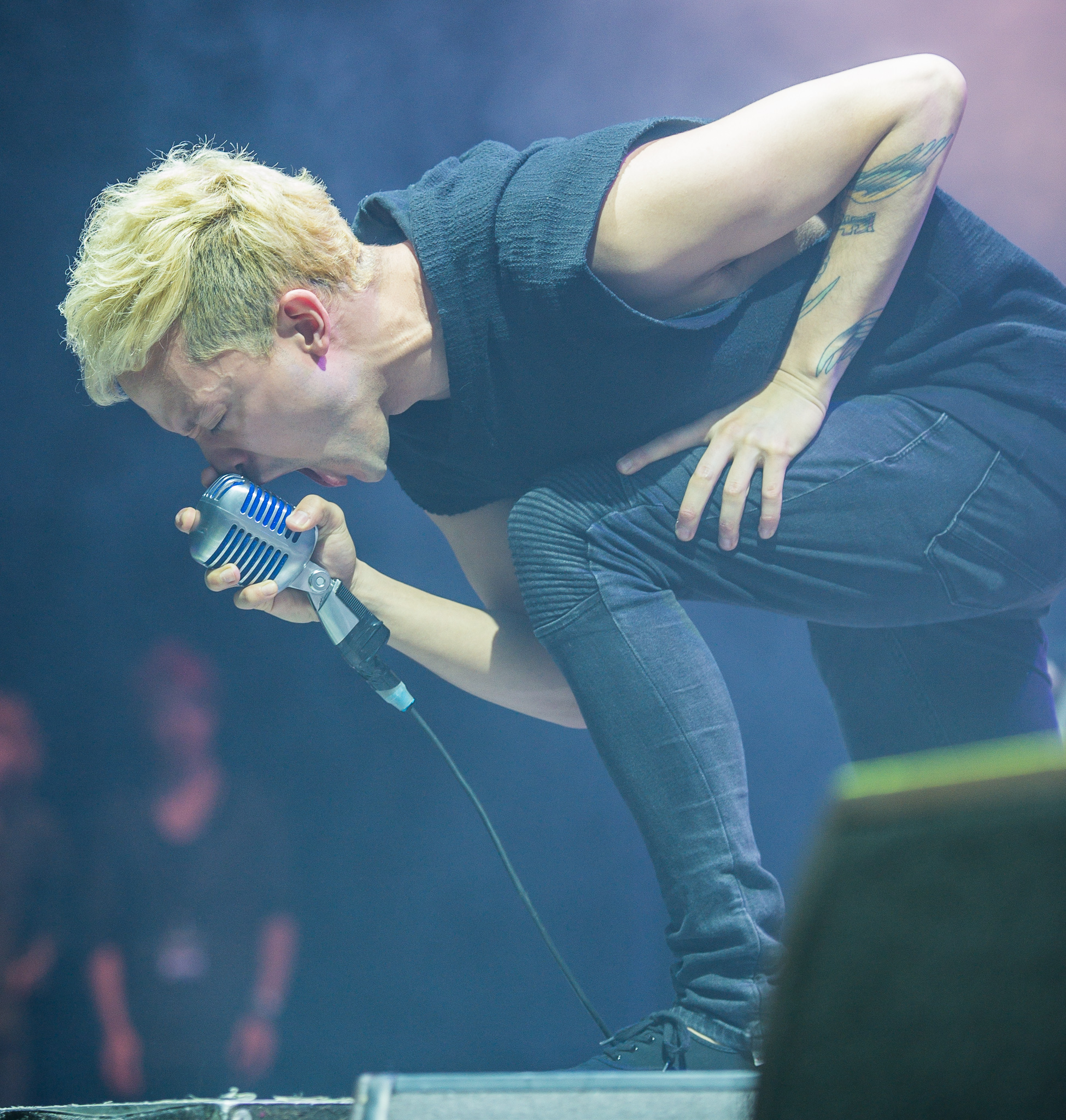
Масато

- Рë Ëкоити (яп. ヨコチ Y.K.C.) — гитарист, программирование, фортепиано, клавиши

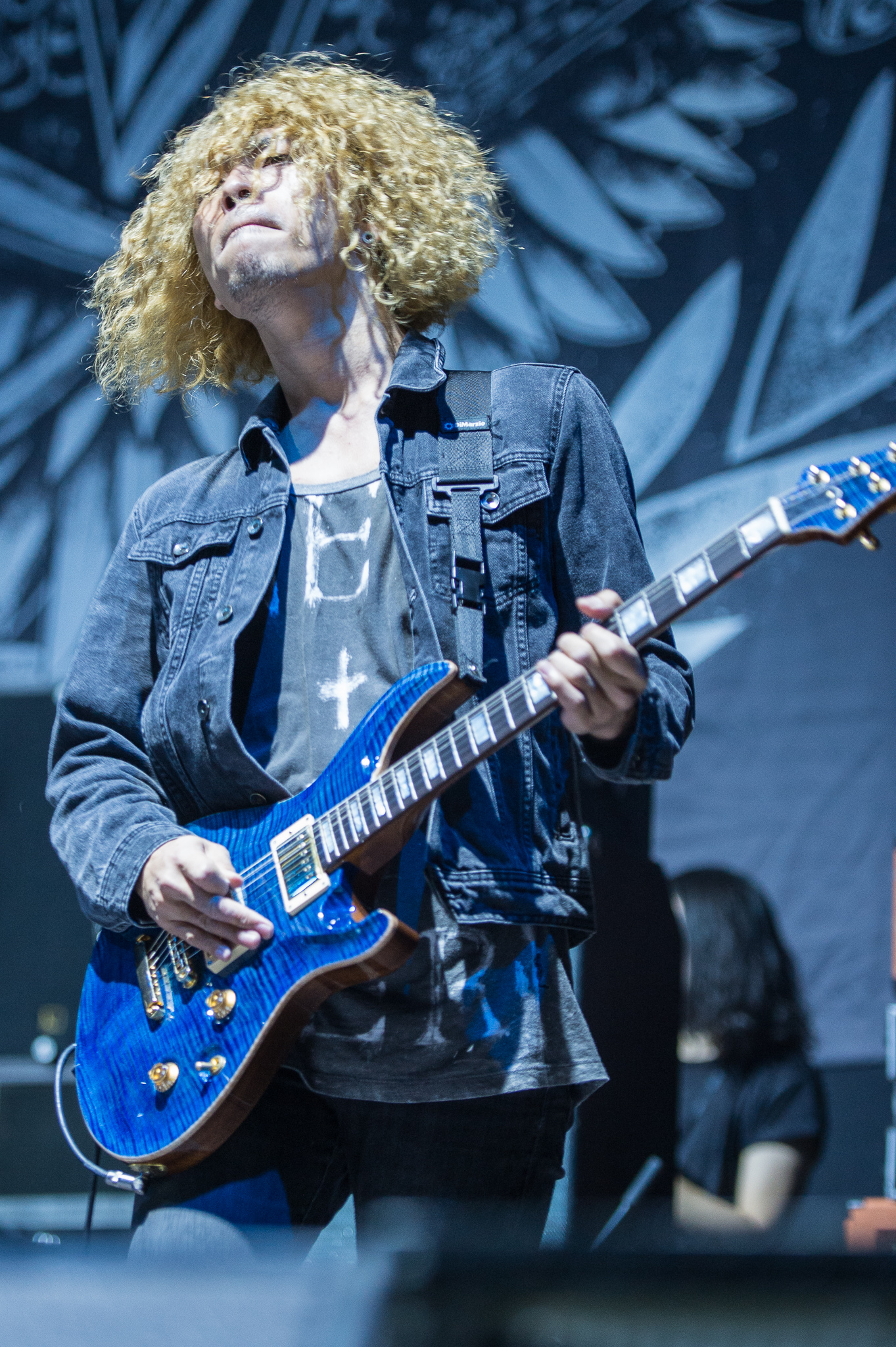
Y.K.C

- Кадзуя Сугияма (яп. スギ Суги) — ритм-гитара, баритон-гитара, бэк-вокал

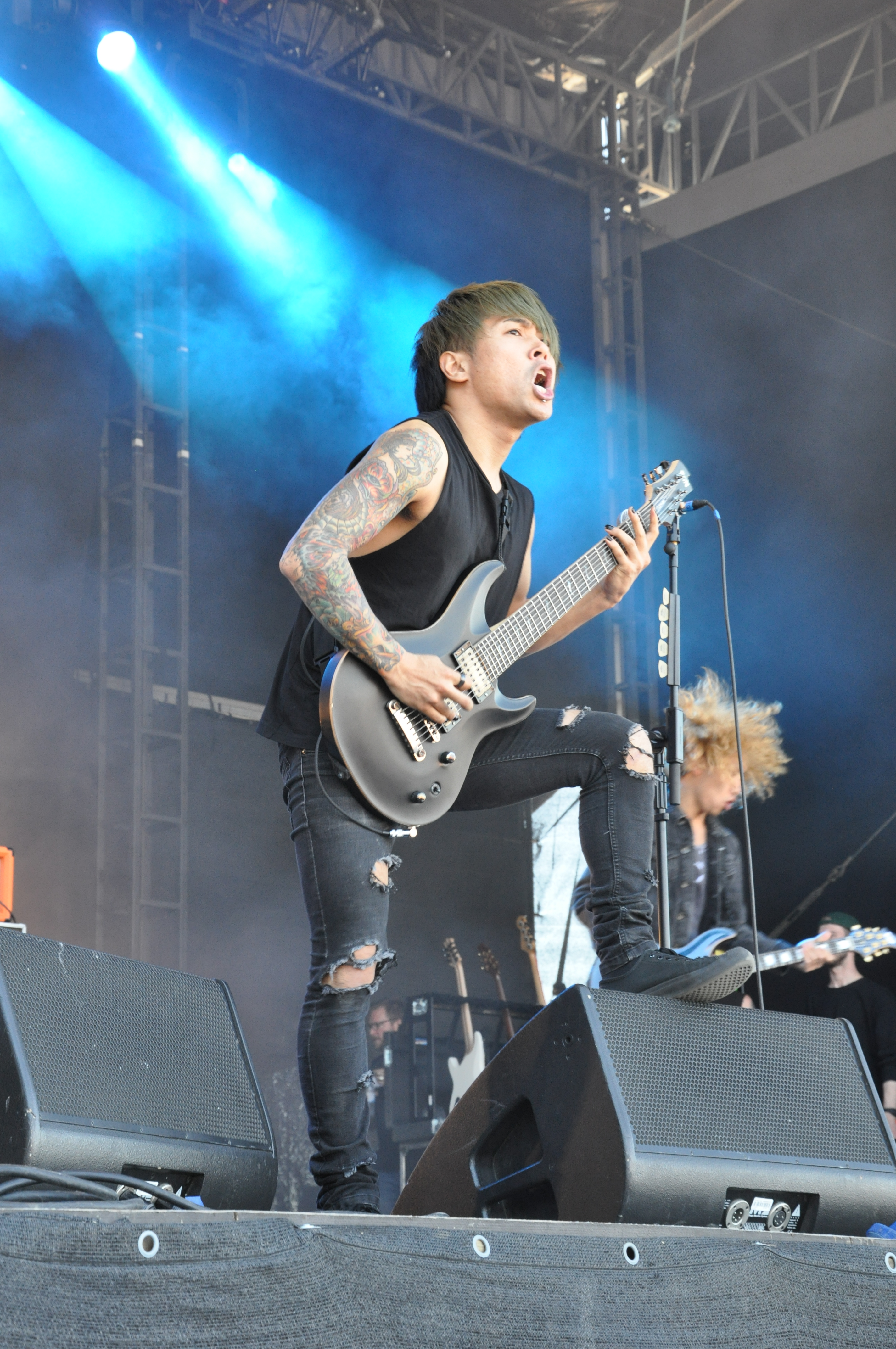
Суги

- Рë Симидзу (яп. リョウ RxYxO) — басс-гитара, бэк-вокал

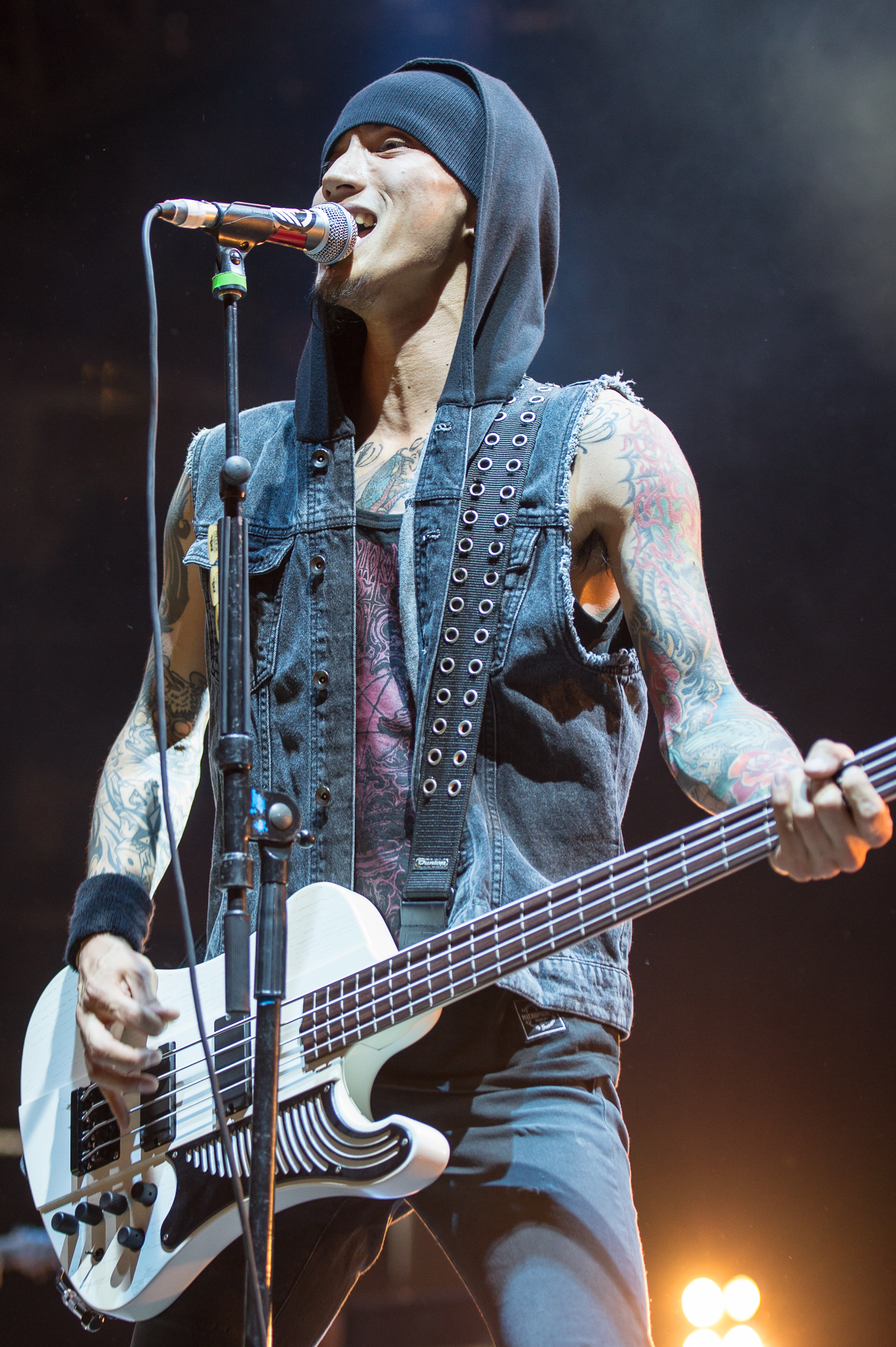
RxYxO

- Катцума Минатани (яп. カツマ Катцума) — барабаны, перкуссия

- Катцума

## Дискография

### Студийные альбомы
- Final Destination (2009)
- The Enemy Inside (2011)
- The Revelation (2013)
- Vena (2015)
- Fateless (2017)
- The Side Effects (2019)
- Nonnegative (2022)

### Мини-альбомы
- Nothing Lasts Forever (2010)
- Through Clarity (2012)
- Until The End  (2014)
- Paradise (Kill the Silence) (2021)

### Синглы

#### Макси-синглы
| "Fiction"                                  | 2008 | 181 | Final Destination |
| "8AM"                                      | 2009 | 111 | Final Destination |
| "Vena II"                                  | 2016 | 21  | Non-album single  |
| "—" означает позиции, не попавщие в чарты. |      |     |                   |

#### Цифровые синглы
| Название                      | Год  | Альбом                                       |
| ----------------------------- | ---- | -------------------------------------------- |
| "Final Destination"           | 2009 | Final Destination                            |
| "Die Tomorrow"                | 2010 | Nothing Lasts Forever                        |
| "To Be Alive"                 | 2011 | The Enemy Inside                             |
| "Rescue Me"                   | 2011 | The Enemy Inside                             |
| "No Escape"                   | 2012 | Through Clarity                              |
| "Six Feet Under"              | 2012 | Through Clarity                              |
| "Inside of Me"                | 2012 | Through Clarity                              |
| "The Revelation"              | 2013 | The Revelation                               |
| "The War Is On"               | 2013 | The Revelation                               |
| "Behind the Curtain"          | 2014 | The Revelation                               |
| "Aware and Awake"             | 2014 | Until the End The Revelation (International) |
| "You Lie"                     | 2014 | Until the End The Revelation (International) |
| "Evolve"                      | 2015 | Until the End The Revelation (International) |
| "Time Bomb"                   | 2015 | The Revelation                               |
| "Words of the Youth"          | 2015 | Vena                                         |
| "Gone"                        | 2015 | Vena                                         |
| "Wrong"                       | 2016 | Vena                                         |
| "The Story"                   | 2016 | Vena                                         |
| "Fire in the Sky"             | 2016 | Vena                                         |
| "Envy"                        | 2017 | Fateless                                     |
| "Feed the Fire"               | 2017 | Fateless                                     |
| "R.I.P."                      | 2017 | Fateless                                     |
| "Revolution"                  | 2018 | The Side Effects                             |
| "Coexist"                     | 2019 | The Side Effects                             |
| "January 1st"                 | 2019 | The Side Effects                             |
| "The Side Effects"            | 2019 | The Side Effects                             |
| "Mayday"                      | 2019 | The Side Effects                             |
| "See You"                     | 2020 | The Side Effects                             |
| "Speak"                       | 2020 | The Side Effects                             |
| "Paradise (Kill the Silence)" | 2021 | Nonnegative                                  |
| "Calling"                     | 2022 | Nonnegative                                  |
| "Before I Go"                 | 2022 | Nonnegative                                  |
| "Bloody Power Fame"           | 2022 | Nonnegative                                  |
| "Cut Me"                      | 2022 | Nonnegative                                  |
| "New Dawn"                    | 2023 | Non-album single                             |
| "Vengeance"                   | 2024 | Final Destination (XV Re:Recorded)           |

## Концерты и туры

### Хедлайнеры
- Final Destination Tour (2009)
- Nothing Lasts Forever Tour (2010)
- The Enemy Inside Tour (2011)
- Through Clarity Tour (2012)
- The Revelation Tour (2013)
- Until the End Tour (2014)
- Vena Japan Tour (2015-16)
- Vena European May 2016 Tour (2016)
- Fateless A Decade in the Rain Tour (2017)
- Another Decade in the Rain Tour (2018)
- Summer 2019 European Tour (2019)
- The Side Effects One Man Tour (2019)
- Paradise One Man Tour (2021)

### Участие в других концертах
- Crossfaith Apocalyze Japan Tour (2013)
- MAN WITH A MISSION Tales with Purefly Japan Tour (2014)
- Bullet for My Valentine European Tour (2014)
- Crossfaith European Tour (2014)
- One Ok Rock 35xxxv Japan Tour (2015)
- Papa Roach United Kingdom Tour (2015)
- Bullet for My Valentine Venom European Tour (2015)
- Volumes and Northlane North American Tour (2015)
- Silverstein North American Tour (2016)
- Vans Warped North American Tour с другими артистами (2016)
- SiM The Beautiful People Japan Tour (2016)
- One Ok Rock Ambitions Japan Tour (2017)
- Crown The Empire European Tour (2018)

## Награды и номинации
Space Shower Music Awards
| Год  | Номинируемая работа | Категория              | Результат |
| ---- | ------------------- | ---------------------- | --------- |
| 2020 | Coldrain            | Лучший панк/рок артист | Номинация |
| 2021 | Triple Axe          | Лучший панк/рок артист | Победа    |